# エクアドル陸軍

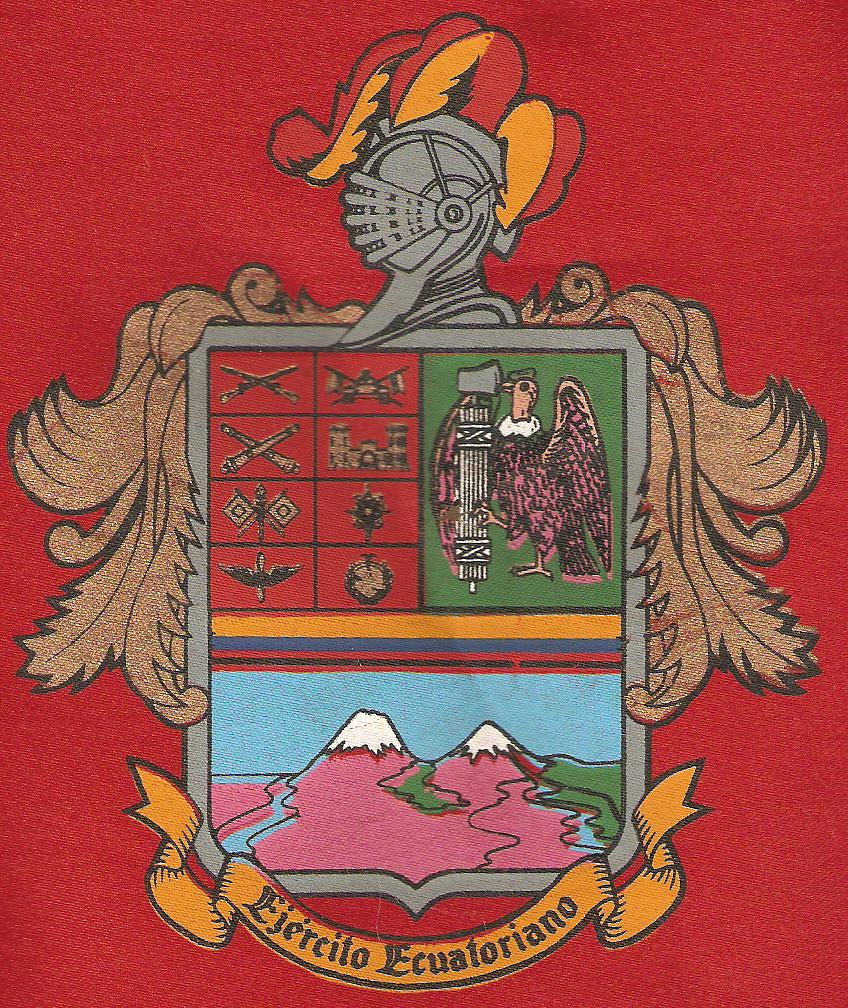
エクアドル陸軍

エクアドル陸軍（西：Ejército Ecuatoriano）はエクアドルの陸軍。

## 歴史
スペインからの独立以降、周辺諸国との紛争や国内問題の局面においてエクアドル陸軍は重要な役割を演じた。19世紀中葉にはコロンビアやスペインとの紛争が起き、1883年の自由革命や、1941年から1942年にかけてのエクアドル・ペルー戦争、1944年5月の蜂起、1947年のクーデター、1963年のクーデターでは海軍提督の主導で、1972年にもクーデターを起こし、隣国ペルーのベラスコ軍事政権に倣って「革命的民族主義」路線での統治を進める事となる。1976年1月には海軍中将のブルバーノがクーデターを起こし革命路線は放棄された。
1978年、ペルーと国境紛争が発生。1979年に選挙により民生移管される。1995年にペルーとのセネパ紛争（en:Cenepa War）が起きるも、これに敗北する。1998年にペルーとの間に締結された平和条約で、長年の問題であったアマゾンの帰属問題は放棄される事となった。

## 組織
陸軍総司令官（Comandante General del Ejército）の下、以下の職位・組織がある。2024年時点での総員は現役24,000人で、このほか各軍合計で118,000名の予備役を有する。
- 陸軍参謀総長（Jefe de Estado Mayor del Ejército）
- 陸軍副司令官（Asistente del Cmte. General del Ejército）

- 陸軍官房（Secretaria General del Ejército）
- 陸軍監査部（Inspectoria General del Ejército）
- 制度開発局（Dirección de Desarrollo Institucional）
- 情報通信システム局（Dirección de Sistemas de Información y Comunicaciones）
- 会計局（Dirección de Finanzas）
- 兵站局（Dirección de Logistica）
- 人事局（Dirección de Personal）
- 社会福祉部（Departamento de Bienestar Social）
- 衛生部（Departamento deSanidad）

### 地上作戦軍
地上作戦軍（Comando de Operaciones Terrestres）
- 第1師団「シリス（Shyris）」　司令部：キト
  - 第1機甲騎兵旅団「ガラパゴス（Galápagos）」
  - 第13歩兵旅団「ピチンチャ（Pichincha）」
    - 第37機械化歩兵大隊「ベンセドレス（Vencedores）」
    - 第38機械化歩兵大隊「アンバト（Ambato）」
    - 第39機械化歩兵大隊「マジョル・モリーナ（Mayor Molina）」
    - 第36機械化騎兵群
    - 第13砲兵群

  - 第9特殊作戦旅団「パトリア（Patria）」 
    - 第24特殊作戦群
    - 第25特殊作戦群
    - 第26特殊作戦群
    - 第27特殊作戦群

- 第2師団「リベルタ（Libertad）」　司令部：グアヤキル
  - 第5歩兵旅団「グアヤエス（Guayas）」
    - 第13機械化歩兵大隊「エスメラルダス（Esmeraldas）」
    - 第14機械化歩兵大隊「マラノン（Maranon）」
    - 第15機械化歩兵大隊「グアヤキル（Guayaquil）」
    - 第12機械化騎兵群「テニエンテ・オルティス（TNTE. Ortiz）」
    - 第16機械化騎兵群「サラグロ（Saraguro）」
    - 第43航空群

- 第3師団「タルキー（Tarqui）」　司令部：クエンカ
  - 第1歩兵旅団「エル・オロ（El Oro）」
    - 第1歩兵大隊「コンスティトシオン（Constitución）」
    - 第2歩兵大隊「インバブラ（Imbabura）」
    - 第3歩兵大隊「ピチンチャ（Pichincha）」
    - 第4騎兵群「フェブレス・コルデロ（Febres Cordero）」
    - 第1砲兵群
    - 第1通信中隊
    - 第1工兵中隊「キテェンベ（Quitumbe）」
    - 第1重迫撃砲中隊
    - 第1後方支援隊
    - 第1旅団病院

  - 第3歩兵旅団「ポルテ（Porte）」
    - 第6機械化騎兵群「ヘネラル・ダバロス（GRAL. Davalos）」
    - 第3砲兵群
    - 第3重迫撃砲中隊
    - 第3後方支援隊

  - 第7歩兵旅団「ロハ（Loja）」
    - 第19歩兵大隊「カルチ（Carchi）」
    - 第20歩兵大隊「カピタン・ディアス（Capt. Didz）」
    - 第21歩兵大隊「マカラ（Macara）」
    - 第17ジャングル大隊「スンバ（Zumba）」
    - 第18機甲騎兵群「カサドレス・デ・ロス・リオス（Casadores de Los Rios）」
    - 第7砲兵群
    - 第8歩兵中隊「アルモール（Almor）」
    - 第7工兵中隊「カタマジョ（Catamayo）」
    - 第7迫撃砲中隊
    - 第8迫撃砲中隊
    - 第7後方支援隊
    - 第7旅団病院

  - 第27砲兵旅団「ボリバル（Bolívar）」

- 第4師団「アマソナス（Amazonas）」　司令部：エル・コカ
  - 第17ジャングル歩兵旅団「パスタサ（Pastaza）」
    - 第48ジャングル大隊
    - 第49ジャングル大隊
    - 第50ジャングル大隊
    - 第17旅団通信中隊

  - 第19ジャングル歩兵旅団「ナポ（Napo）」
    - 第54特殊作戦大隊「アグアリコ（Aguarico）」
    - 第55ジャングル大隊「プトゥマジョ（Putumayo）」
    - 第56ジャングル大隊「トゥングラウア（Tungurahua）」
    - 第57ジャングル大隊「モンテクリスティ（Montecristi）」

  - 第21ジャングル歩兵旅団「コンドル（Cóndor）」 司令部：パトゥーカ（Patuca） 
    - 第60特殊作戦大隊「カピタン・カリエス（Capitán Calles）」
    - 第61ジャングル大隊「サンティアゴ（Santiago）」
    - 第62ジャングル大隊「サモラ（Zamora）
    - 第63ジャングル大隊「グアラキサ（Gualaquiza）」
    - 第21防空砲兵群「 ティウインサ（Tiwintza）」

師団系統に属さない旅団
- 第15航空旅団「パキーサ（Paquisha）」
- 第23工兵旅団「セネパ（Cenepa）」
- 第25後方支援旅団「レイノ・デ・キート（Reino de Quito）」
- 第29情報旅団「ヘネラル・カリクチーマ（GRAL. Calicuchima）」

### 教育集団
教育集団（Comando de educación）
- 陸軍大学校
- 技術教育センター（Centro de Tecnologia Educativa）
- 科学研究センター（Centro de Invesigacion Cient）
- 第1軍学校「エロイ・アルファロ」（Colegio Militar No,1"Eroy Alfaro"）
- 第2軍学校「NTE, ウーゴ・オルティス・G」（Colegio Militar No,2"NTE,Hugo Ortiz G"）
- 第3軍学校「エロス・デル・クワレンタウノ」（Colegio Militar No,3"Heros del 41"）
- 第4軍学校「アブドン・カルデロン」（Colegio Militar No,4"Abdón Calderón"）
- 第5軍学校「TCRN, ラウロ・ゲレーロ」（Colegio Militar No,5"TCRN,Lauro Guerrero"）
- 第6軍学校「コンバテ・デ・タピ」（Colegio Militar No,6"Combatientes de Tapi"）
- 第7軍学校「GRAD, ミゲル・イトゥラルデ」（Colegio Militar No,7"GRAD,Miguel Iturralde"）
- 第8軍学校「マチャラ」（Colegio Militar No,8"Machala"）
- 第9軍学校「エウゲニヨ・エスページョ」（Colegio Militar No,9"Eugenio Espejo"）
- 第10軍学校「アブドン・カルデロン」（Colegio Militar No,10"Abdón Calderón"）
- 第11軍学校「デル・セネパ」（Colegio Militar No,11"Hereoes del Cenepa"）
- 第12軍学校「カピタン・ヘオバニ・カリエス」（Colegio Militar No,12"Capitan Geovanny Calles"）
- 砲兵学校
- 航空学校
- 機甲騎兵学校
- 通信学校
- 乗馬学校（Escuela de Equitación）
- 兵員構成学校（Escuela de Formación de Soldados）
- 特殊戦学校「カピタン・アレハンドロ・ロモ・エスコバル」（Escuela de Fuerzas Especiales No. 9 "CAPT. Alejandro Romo Escobar"）
- 歩兵学校
- 戦闘工兵学校
- 情報学校
- ウイアス学校（Escuela de "Iwias"）
- 森林戦学校（Escuela de Selva y Contrainsurgencia）
- 専門科・支援科学校
- 上級軍学校「エロイ・アルファロ」（Escuela de Superior Militar "Eloy Alfaro"）
- 上級技術学校（Escuela de Superior Politecnica）
- 軍事地理機関（Instituto Geografico Militar）

## 装備

### 車両

#### 戦車

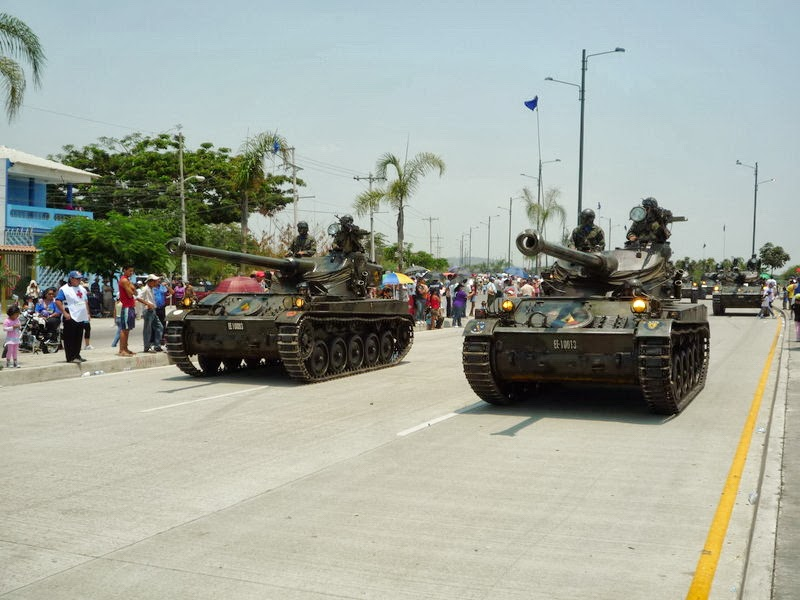
AMX-13軽戦車

- AMX-13軽戦車 × 25両[1]

#### 装輪車

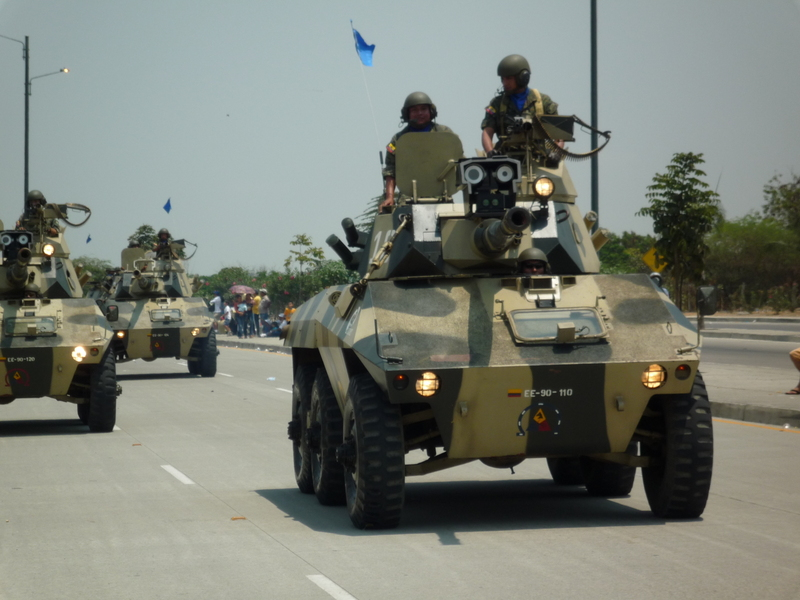
EE-9装甲偵察車

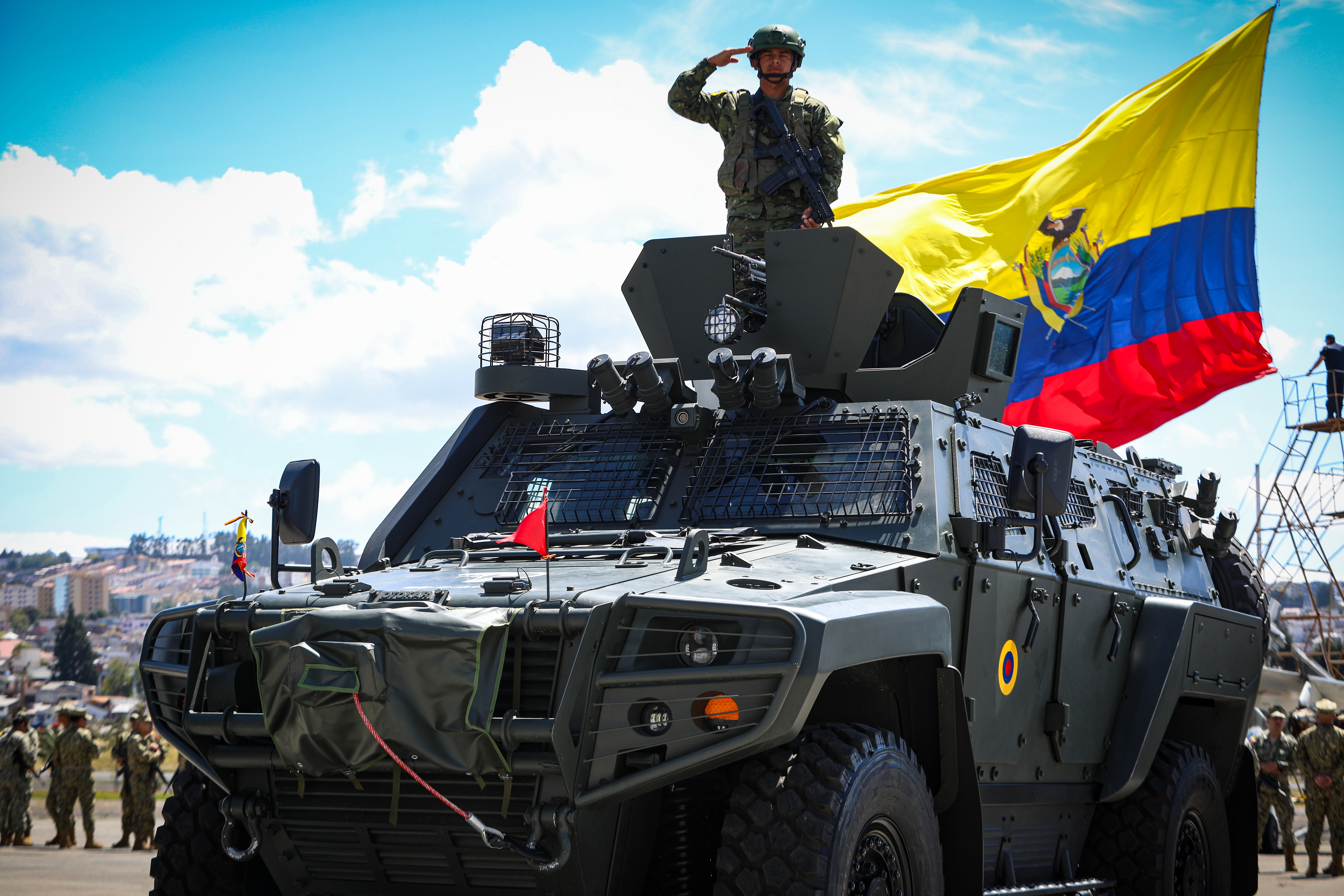
コブラII軽装甲車

- EE-9装甲偵察車 × 32両[1]
- EE-3装甲偵察車 × 10両[1]
- EE-11装甲兵員輸送車 × 17両[1]
- UR-416装甲兵員輸送車 × 32両[1]
- コブラII軽装甲車 × 20両[1]

#### 装軌車
- AMX-VCI装甲兵員輸送車 × 82両[1]
- M113装甲兵員輸送車 × 20両[1]

### 火砲・ミサイル
- AMX Mk F3 155mm自走榴弾砲 × 5両[1]
- M101 105mm榴弾砲 × 36門[1]
- M2A2 105mm榴弾砲 × 24門[1]
- オート・メラーラMod56 105mm榴弾砲 × 24門[1]
- M114 155mm榴弾砲 × 12門[1]
- M198 155mm榴弾砲 × 10門[1]
- BM-21 多連装ロケット砲 × 18両[1]
- RM-70 多連装ロケット砲 × 6両[1]
- M29 81mm 迫撃砲 × 357門[1]
- M67 90mm無反動砲
- M40 106mm無反動砲
- M163 20mm自走対空機関砲 × 44両[1]
- ZPU-1/2 × 128基[1]
- M-1935 × 28基[1]
- M167 VADS × 10基[1]
- L-70/M1A1 × 30基[1]

### 小火器
- FN FAL
- SIG SG 540
- M16A2
- ステアーAUG
- H&K HK33
- ウージー
- FN MAG
- ベレッタM92
- ブローニング・ハイパワー
- ブローニングM1919重機関銃
- ブローニングM2重機関銃

#### ミサイル
- 9K32 ストレラ-2[1]
- 9K38 イグラ[1]

### 航空機

#### 固定翼機
- ビーチ 200 キングエア × 1機[1]
- CASA C-212 × 2機[1]
- CASA CN-235 × 1機[1]
- セスナ 172 × 2機[1]
- セスナ 206 × 1機[1]
- セスナ 500 サイテーション × 1機[1]
- IAI-201 アラバ × 1機[1]
- M-28 スカイトラック × 1機[1]
- MX-7-235 スターロケット × 2機[1]
- セスナ T41D × 2機[1]

#### 回転翼機
- H145M（AS550C3）×7機[1]
- Mi-17-1V × 3機[1]
- Mi-17-1E × 2機[1]
- SA 315B × 2機[1]
- SA 342L × 18機（一部はHOT対戦車ミサイル装備）[1]
- AS 332B × 5機[1]
- SA 330 × 2機[1]
- H125（AS 350B2） × 2機[1]
- H125（AS 350B3） × 2機[1]

## 階級
| 士官           |                     |      |
| 陸軍大将       | General de Ejercito | OF-9 |
| 陸軍中将       | General de Division | OF-8 |
| 陸軍少将       | General de Brigada  | OF-7 |
| 陸軍大佐       | Coronel             | OF-5 |
| 陸軍中佐       | Teniente Coronel    | OF-4 |
| 陸軍少佐       | Mayor               | OF-3 |
| 陸軍大尉       | Capitan             | OF-2 |
| 陸軍中尉       | Teniente            | OF-1 |
| 陸軍少尉       | Subteniente         | OF-1 |
| 士官候補生     | Cadete              | OF-D |
| 下士官         |                     |      |
| 最先任上級曹長 | Suboficial mayor    | OR-9 |
| 上級曹長       | Suboficial primero  | OR-9 |
| 曹長           | Suboficial segundo  | OR-8 |
| 軍曹           | Sargento Primero    | OR-7 |
| 伍長           | Sargento segundo    | OR-5 |
| 兵卒           |                     |      |
| 兵長           | Cabo primero        | OR-4 |
| 1等兵          | Cabo segundo        | OR-3 |
| 2等兵          | Soldado             | OR-1 |

## 兵科
- 歩兵科
- 機甲騎兵科
- 砲兵科
- 工兵科
- 通信科
- 情報科
- 航空科

### 支援科
- 経理科（Intendencia）
- 需品科（Material de Guerra）
- 輸送科（Transportes）

### 専門科
- 衛生科（Sanidad）
- 法務科（Justicia Militar）